# Fritjof Fredriksen
Fritjof Fredriksen (1940 circa) è un ex sciatore alpino norvegese.

## Biografia
Sciatore polivalente, Fritjof Fredriksen in campo internazionale debuttò in occasione del trofeo Holmenkollen-Kandahar 1961 (Holmenkollen, 25-26 febbraio), dove si classificò 7º nello slalom gigante, 29º nello slalom speciale e 29º nella combinata, e gareggiò per l'ultima volta al trofeo Hahnenkamm dell'anno successivo (Kitzbühel, 21-22 gennaio), dove si piazzò 39º nella discesa libera; in campo nazionale fu attivo fino ai Campionati norvegesi 1962 (Ørsta, 23-25 marzo), dove vinse la medaglia d'argento nella discesa libera. Non prese parte a rassegne olimpiche o iridate.

## Palmarès

### Campionati norvegesi
- 2 medaglie:
  - 1 argento (discesa libera nel 1962)[senza fonte]
  - 1 bronzo (slalom gigante nel 1961)[senza fonte]